# 槐木站
槐木站（：／ Goemok yeok */?）是位于韩国全罗南道顺天市黄田面槐木里的一座鐵路站，属于全罗线。

## 历史
- 1936年12月16日 - 落成使用。

## 相鄰車站
韓國鐵道公社
全羅線
鳳德－槐木－開雲